# كيفن ريس
كيفن ريس (بالإنجليزية: Kevin Reese)‏ هو لاعب كرة قاعدة أمريكي، ولد في 11 مارس 1978 في سان دييغو في الولايات المتحدة.

## وصلات خارجية
- كيفن ريس على موقع دوري كرة القاعدة الرئيسي (الإنجليزية)
- كيفن ريس على موقعبيزبول رفرنس.كوم (الدوري الرئيسي) (الإنجليزية)
- كيفن ريس على موقعبيزبول رفرنس.كوم (الدوري الثانوي) (الإنجليزية)
- كيفن ريس على موقع إي إس بي إن.كوم (أم.أل.بي) (الإنجليزية)
- كيفن ريس على موقع مشجعي الرسوم البيانية (الإنجليزية)